# Alfredo Perea
Alfredo Perea y Rojas, né en 1839 à Madrid et mort le 20 août 1895 dans la même ville, est un peintre, lithographe et illustrateur espagnol.

## Biographie
Alfredo Perea y Rojas naît en 1839 à Madrid.
Frère de l'illustrateur Daniel Perea, il commence très tôt sa formation à l'Académie royale des Beaux-Arts Saint-Ferdinand. En 1860, il participe à l'Exposition des beaux-arts avec un tableau à sujet historique, Philippe II implorant l'aide de Sa Divine Majesté, pour lequel il obtient une mention honorable, puis part pour Paris avec l'argent obtenu grâce à un prix de la Loterie nationale, où il reste un an pour achever ses études. Il s'y inscrit à l'Académie impériale, où il pratique principalement le dessin et l'aquarelle.
Il est professeur et assistant à l'École des arts et métiers et déploie également ses talents de peintre dans divers domaines.
En tant que portraitiste, il participe aux expositions organisées par le Círculo de Bellas Artes à Madrid, avec les Portraits de Fernández Arbos et de Lhardy, réalisés au crayon, en 1889, Un jeune homme, signé et daté de 1890, et ceux du sculpteur Suñol et de Casto Plasencia en 1892, ainsi que tous les portraits dessinés dans l'œuvre de Sánchez de Neira El Toreo.
En tant que peintre, il se spécialise dans des thèmes populaires tels que El picador et la série des Tipos femeninos représentant diverses provinces espagnoles (Tolède, Valence et les îles Canaries), mais il acquiert un plus grand prestige grâce à ses aquarelles, surtout entre 1872 et 1882, qui sont très prisées sur un marché encore peu habitué à cette technique. Ses œuvres les plus remarquables sont Claustro de San Juan de los Reyes, Una chula o La mujer de Córdoba, Hombre pensativo, Caballero con casaca et La joven de la mantilla.

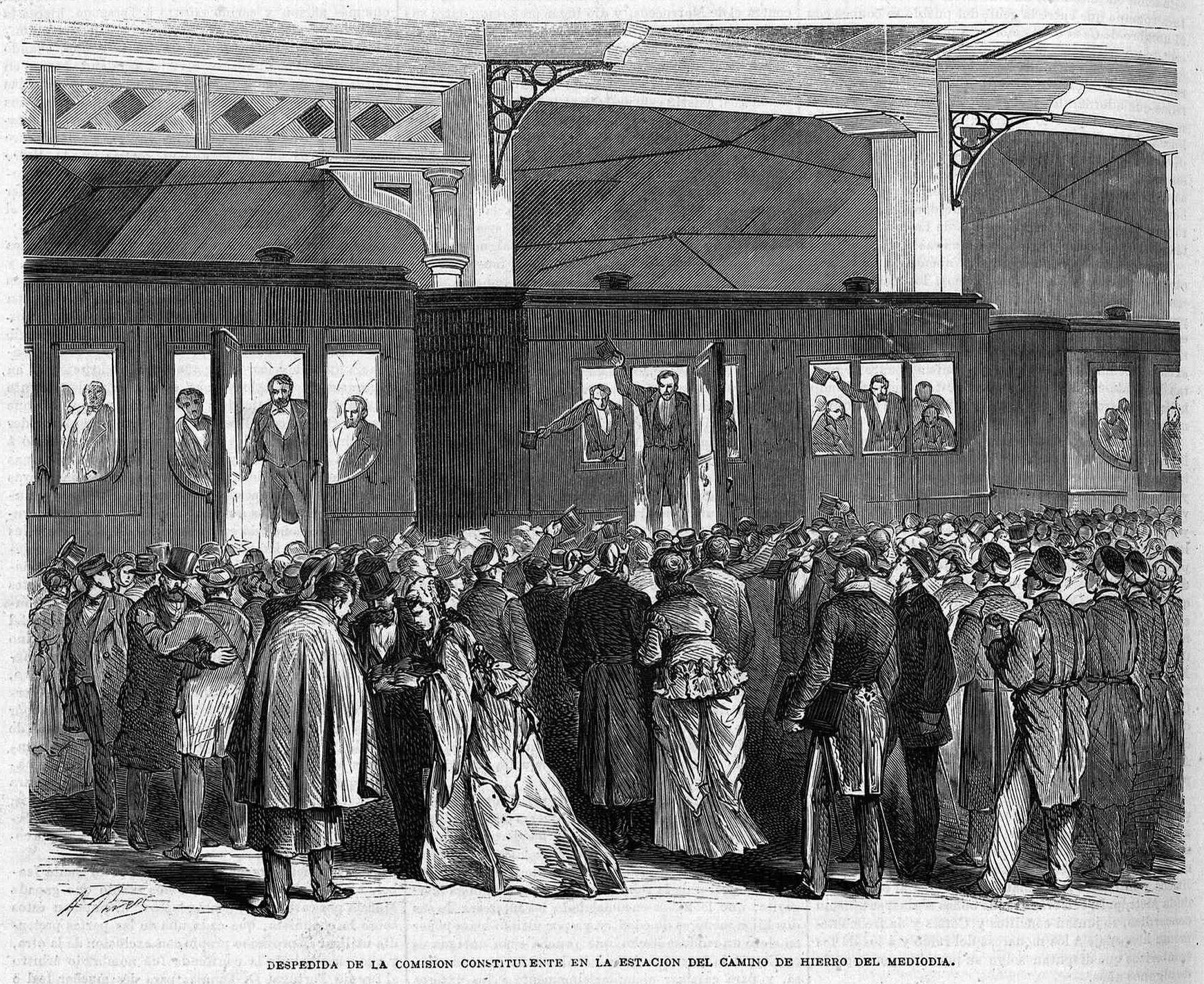
Despedida de la Comisión Constituyente en la estación del Mediodía del camino de hierro del Mediodía, dans La Ilustración de Madrid du 12 décembre 1870.

Son meilleur travail de dessinateur est réalisé dans l'illustration de périodiques et d'œuvres littéraires. Il est directeur artistique des revues La Risa, La Gran Vía et La Ilustración de Madrid (es), et collabore également à El Museo Universal, qui devient en 1869 La Ilustración Española y Americana, au journal satirique Gil Blas (n° 35, en 1865), à El Periódico Ilustrado et à Blanco y Negro.
Son travail d'illustrateur d'œuvres littéraires comprend des livres tels que Historia de El Escorial de Rotondo et Galería Universal de Biografías. Dans le domaine du roman, il travaille surtout pour la maison d'édition Guijarro de Madrid, avec des titres comme La maldición de Dios, Diego Corrientes, La perdición de la mujer, La calumnia, La madre de los desamparados et Herencia de lágrimas.
Passionné de tauromachie comme son frère Daniel, il réalise une série de vingt-huit dessins représentant les différents suertes de la corrida et signe, le 24 octobre 1893, une palette où il représente trois taureaux sur fond de paysage en plein air.
Il meurt le 20 août 1895 dans sa ville natale.